# جیزلا پرل
گیزلا پرل (مجاری: Gisella Perl; ۱۰ دسامبر ۱۹۰۷ – ۱۶ دسامبر ۱۹۸۸) پزشک اهل اتریش-مجارستان بود.
پرل در یک خانواده یهودی در ۱۰ دسامبر ۱۹۰۷ در شهر سیگت، در مجارستان به دنیا آمد که بعد از جنگ بخشی از رومانی شد. در برلین در دانشکده پزشکی درس خواند. پرل به مجارستان بازگشت و در کنار شوهرش که جراح بود کارش را ادامه داد. در سال ۱۹۴۴، با حمله نیروهای آلمانی به مجارستان، پرل و بیشتر اعضای خانواده او به گتوی پرجمعیت سیگت، فرستاده شدند.